# احسن‌الله مونتو
احسن‌الله مونتو (بنگالی: আহসানউল্লাহ মন্টু؛ ۷ فوریهٔ ۱۹۶۲ – ۲۶ ژوئن ۲۰۱۸) بازیکن و مربی فوتبال اهل بنگلادش بود.
وی همچنین در تیم‌های ملی فوتبال زیر ۲۰ سال بنگلادش و بنگلادش بازی کرده است.